# Mainland, Orkneyöarna
För andra betydelser, se Mainland.

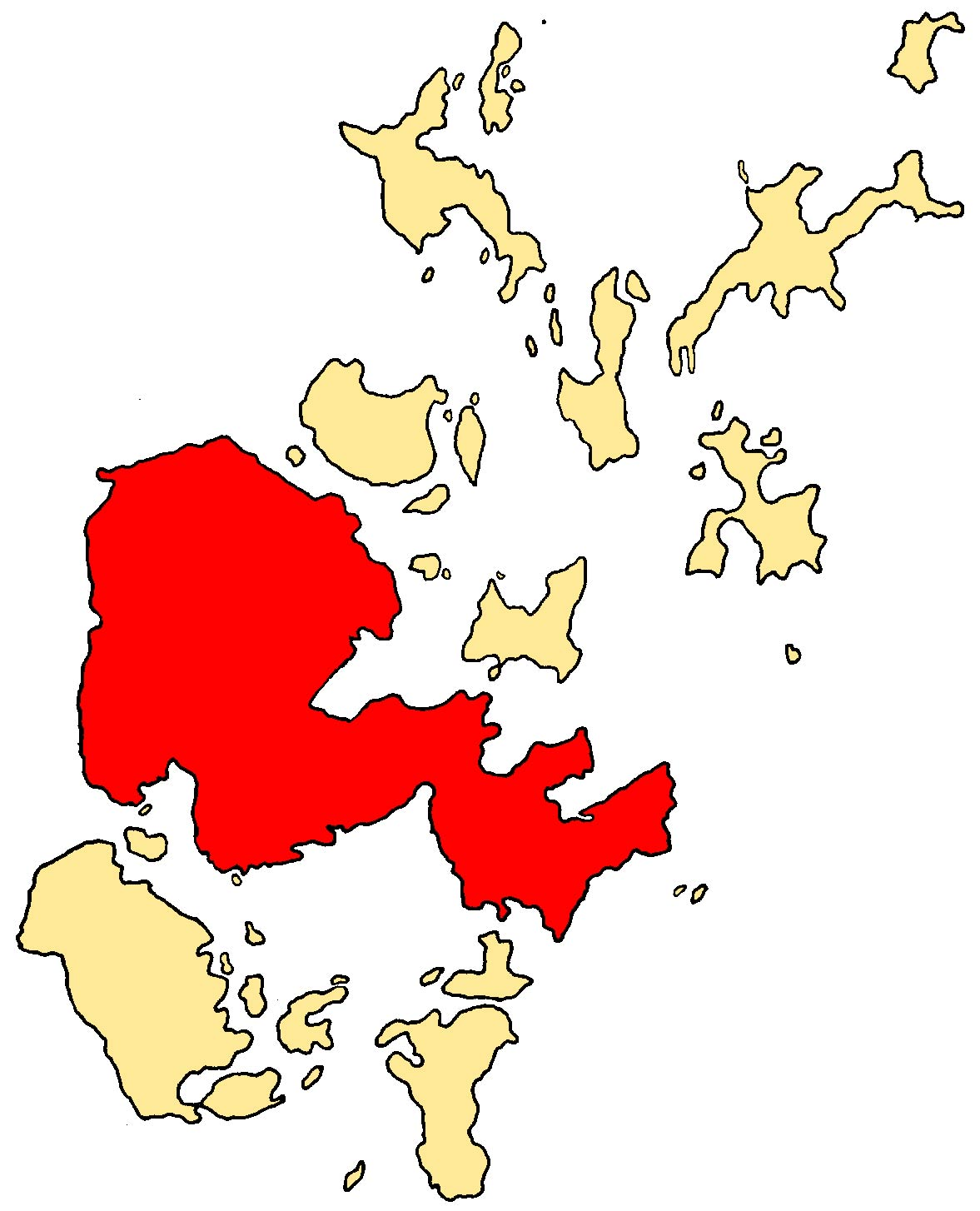
Karta med Mainland i rött.

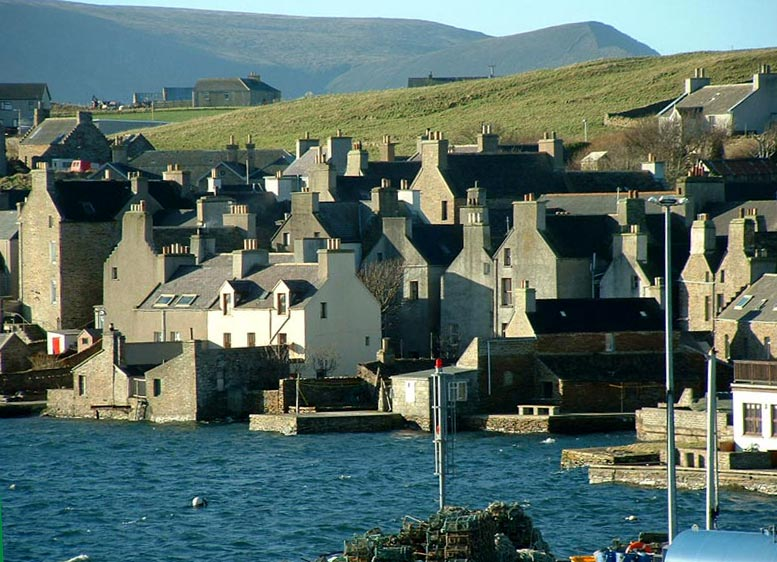
Stromness.

Mainland är Orkneyöarnas huvudö och de två största orterna i ögruppen, Kirkwall och Stromness ligger på denna ö. Mainland har en total yta på 523 km² och ett befolkningstal på 17162 personer.
Namnet Mainland kommer från det fornnordiska namnet Meginland. Tidigare var ön känd som Hrossay (Hästön). Ön blir flera gånger omtalad som Pomona, men det namnet har aldrig använts av befolkningen. Det kommer från ett kartfel som uppstod under 1600-talet.

## Församlingar
- Birsay
- Evie
- Sandwick
- Harray
- Rendall
- Stromness Parish
- Parish of Firth
- Orphir
- St Ola
- Parish of St Andrews
- Holm
- Deerness